# Japanische Kampfhörspiele
A Japanische Kampfhörspiele német grindcore együttes. 1998-ban alakultak meg Krefeld-ben. Lemezeiket (főként) a Bastardized Recordings és Unundeux Records kiadók jelentetik meg. 2009-ben saját lemezkiadó céget alapítottak, "Unundeux" néven.

## Története
Klaus Nicodem és Christof Kather alapították. Első nagylemezük 2001-ben jelent meg. A zenekar nagyrészt német nyelven énekel. Zenei stílusukat "grindpunk"ként jellemzik, utalva ezzel arra, hogy punk elemek is hallhatóak zenéjükben. Több albumot is megjelentettek, a legutolsó 2018-ban került a boltok polcaira. Dalaikra a humor is jellemző. Szövegeik témája főleg a politika.

## Tagjai
- Christof Kather – ének, dobok (1998–2011, 2014–)
- Bajo – basszusgitár (2001–2011, 2014–)
- Robert Nowak – gitár (2004–2011, 2014–)
- Martin Freund – ének (2006–2011, 2014–)
- Christian Markwald – ének (2016–)

## Korábbi tagok
- Klaus Nicodem – gitár (1998–2011)
- Daniel Schaffrath – gitár (2000–2004)
- Simon Schaffrath – ének (2000–2002)
- Markus Hoff – ének (2003–2011, 2014–2016)
- Andreas Paul – ének (2003–2006)
- FF – ének (2006)
- René Hauffe – gitár (2008–2011)

## Diszkográfia
- Sektion Jaka – 1998
- Le Menu de l'Autopsie des Gagnants du Grand Prix – 1999
- Gott ist Satt – 1999
- Oslo – 2000
- Transportbox für Menschen – 2000
- Nostradamus in Echtzeit – 2001
- Brandsatzliebe – 2001
- Japanische Kampfhörspiele – (válogatáslemez, 2001)
- Die Grossstadt Stinkt, Ist Laut und Septisch –  (nagylemez, 2002)
- Fertigmensch – (EP, 2003)
- Hardcore aus der Ersten Welt – 2004
- Split–lemez a DasKRILL–lel (2005)
- Deutschland von Vorne (feldolgozásokat tartalmazó album, 2005)
- Split lemez a Poostew–val (2006)
- Split lemez a Bathtub Shitter–rel (2006)
- Frühen war auch nicht alles gut (korai felvételeket tartalmazó válogatáslemez, 2006)
- Rauchen und Yoga – nagylemez, 2007
- Split lemez az Are You God?–dal (2008)
- Split lemez az Eisenvaterrel (2008)
- Luxusvernichtung – nagylemez, 2009
- Bilder Fressen Strom – nagylemez, 2010
- Kaputte Nackte Affen – nagylemez, 2011
- Abschiedskonzert – DVD, 2011
- Welt ohne Werbung – nagylemez, 2014
- Back to Ze Roots – nagylemez, 2018